# Jura, Stînga Nistrului
Jura este un sat din Unitățile Administrativ-Teritoriale din Stînga Nistrului (Republica Moldova).
Conform recensământului din anul 2004, populația localității era de 1.513 locuitori, dintre care: 1.453 (96,03%) moldoveni (români), 21 (1,38%) ucraineni și 31 (2,04%) ruși.

## Personalități
- Ion Gâlcă (1903–1941), țăran, victimă a colectivizării.
- Iurie Sadovnic (1951-2021), cântăreț moldovean.